# 38980 Gaoyaojie
38980 Gaoyaojie è un asteroide della fascia principale. Scoperto nel 2000, presenta un'orbita caratterizzata da un semiasse maggiore pari a 2,3672548 UA e da un'eccentricità di 0,2764471, inclinata di 6,52443° rispetto all'eclittica.
Nel 2007 l'asteroide è stato intitolato a Gao Yaojie, attivista e medico nel campo della prevenzione dell'AIDS in Cina.